# Карлос Майор
Карлос Майор (ісп. Carlos Mayor, нар. 5 жовтня 1965, Буенос-Айрес) — аргентинський футболіст, що грав на позиції захисника. По завершенні ігрової кар'єри — тренер. З 2018 року очолює тренерський штаб команди «Бока Унідос».

## Ігрова кар'єра
У дорослому футболі дебютував 1985 року виступами за команду клубу «Архентінос Хуніорс», в якій провів п'ять сезонів, взявши участь у 116 матчах чемпіонату. Більшість часу, проведеного у складі «Архентінос Хуніорс», був основним гравцем захисту команди і у 1985 році виграв з командою Кубок Лібертадорес та національний чемпіонат.
Згодом грав у складі місцевих команд «Хімнасія і Есгріма» та «Уніон», після чого відправився за кордон і грав за чилійський «Депортес Ікіке», а потім японську "Авіспу Фукуока.
У 1997—1999 роках виступав за «Олл Бойз», а завершив професійну ігрову кар'єру у клубі «Депортіво Еспаньйол», де грав протягом 1999—2000 років.

## Міжнародна кар'єра
У 1988 році був викликаний в Олімпійську збірну Аргентини для участі в Олімпійських іграх в Сеулі, в ході яких він зіграв два матчі. Більше до складу збірної Аргентини Карлос Майор не викликався.

## Кар'єра тренера
Розпочав тренерську кар'єру, повернувшись до футболу після тривалої перерви, 2011 року, очоливши тренерський штаб клубу «Архентінос Хуніорс». В подальшому без особливих успіхів очолював ряд інших аргентинських клубів, а також японську «Ренофу Ямагуті».
З 2018 року очолює тренерський штаб команди «Бока Унідос».

## Досягнення
- Володар Кубка Лібертадорес (1): 1985
- Чемпіон Аргентини (1): 1985